# Fugida cap a Berlín
Fugida cap a Berlín (txec: Bratři) és una pel·lícula de drama d'acció històrica del 2023 dirigida per Tomáš Mašín a partir d'un guió escrit per Marek Epstein. La pel·lícula es basa en el llibre de no-ficció Gauntlet de Barbara Mašín, centrat en la història de Josef i Ctirad Mašín. La pel·lícula va ser seleccionada com a candidata txeca al premi a l'Oscar a la millor pel·lícula de parla no anglesa a la 96a edició dels premis, tot i que no va ser nominada. S'ha doblat i subtitulat al català.